# Philibert Schomblood
Philibert Schomblood, né en 1894, mort en 1969 ou 1970, est un architecte belge.
Il étudie l'architecture et de dessin d'après nature à l'Académie royale des beaux-arts de Bruxelles entre 1909 et 1917. Il y fréquente le peintre Charles Swyncop, l'homme politique War Van Overstraeten, les architectes James Allard, Maurice Selly, Frans Van Der Drift, Paul Rubbers, Jean-François Hoeben et Lucien François].
Titulaire d'un brevet de géomètre expert en 1911, il est dessinateur architecte dans l'agence de Fernand Bodson et Théo Clément à partir de 1917, puis travaille à Santos entre 1919 et 1921.
Il est nommé professeur d'architecture et de mobilier à l’École des Arts industriels et décoratifs d'Ixelles à son retour en Belgique et en prend la direction en 1952 jusqu'en 1965.
Il conçoit le Palais de l'élégance pour l'Exposition universelle de Bruxelles de 1958. 
Il réalise avec le sculpteur Maurice Waucquez le monument de la Cavalerie belge et des Blindés, inauguré par le roi Baudouin le 17 juin 1961, avenue de Tervuren, à Woluwe-Saint-Pierre.
Son fils, Oger, est également architecte.